# United States Air Force

Kenmerk (roundel) van de Amerikaanse luchtmacht

De United States Air Force (USAF) is de Amerikaanse luchtmacht, het onderdeel van de Amerikaanse strijdkrachten dat verantwoordelijk is voor de oorlogsvoering in de lucht. De luchtmacht werd een afzonderlijk krijgsmachtonderdeel op 18 september 1947. Hiervoor was het een onderdeel van de landstrijdkrachten als aangeduid met United States Army Air Forces (afgekort tot USAAF).

## Taken
De taak van de luchtmacht was van meet af aan divers: luchtverdediging, nucleaire aanval, ondersteuning van landstrijdkrachten en strategisch luchttransport zijn enkele hiervan.
Hiertoe was de USAF opgedeeld in verschillende onderdelen (commando's) waaronder ook speciale onderdelen voor de taken in Europa, Afrika en Azië, namelijk de United States Air Forces in Europe - Air Forces Africa en het United States Pacific Air Forces.
In Nederland was lange tijd een luchtverdedigingssquadron gestationeerd te Soesterberg (32nd (Tactical) Fighter Squadron). Dit had tot taak het Nederlandse luchtruim te beschermen tegen indringers van het Warschaupact. Het was het enige squadron van de Amerikaanse luchtmacht dat onder operationeel bevel stond van een ander land. Met het eindigen van de Koude Oorlog werd dit squadron teruggetrokken en ontbonden.

## Geschiedenis
De eerste variant van een Amerikaanse luchtmacht werd op 1 augustus 1907 opgericht door de United States Department of War als onderdeel van de United States Army. Tijdens de tweede wereldoorlog stierven bijna 68.000 manschappen van de luchtmacht, alleen de infanterie van het leger verloor meer manschappen binnen de Amerikaanse krijgsmacht. In de praktijk was de U.S. Army Air Forces tijdens de tweede wereldoorlog vrijwel onafhankelijk van het leger, maar toch pleitten de vliegeniers voor formele onafhankelijkheid. Op 26 juli 1947 werd het U.S. Department of the Air Force opgericht met het tekenen van de National Security Act of 1947. De luchtmacht werd officieel gevormd op 19 september 1947 met het beëdigen van W. Stuart Symington als eerste secretaris van de luchtmacht.

### Conflicten
De United States Air Force is betrokken geweest bij een groot aantal oorlogen, conflicten en militaire operaties. De USAF heeft het erfgoed van de voorgaande organisaties, welke een belangrijke rol hebben gespeeld in militaire operaties van de Verenigde Staten sinds 1907:
- Pancho Villa-expeditie als Luchtvaartsectie, US Signal Corps
- Eerste Wereldoorlog  als Luchtvaartsectie, US Signal Corps en United States Army Air Service
- Tweede Wereldoorlog als United States Army Air Forces
- Koude Oorlog
- Koreaanse Oorlog
- Vietnamoorlog
- Operatie Eagle Claw
- Invasie van Grenada
- Operatie El Dorado Canyon
- Operatie Just Cause
- Golfoorlog
  - Operatie Desert Shield
  - Operatie Desert Storm
- Operatie Southern Watch
- Operatie Deliberate Force
- Operatie Northern Watch
- Operatie Desert Fox
- Operatie Allied Force
- Oorlog in Afghanistan
  - Operatie Enduring Freedom
  - Operatie Freedom's Sentinel
- Irakoorlog
  - Operatie Iraqi Freedom
  - Operatie New Dawn
- Operatie Odyssey Dawn
- Operatie Inherent Resolve

Naast deze lijst met operaties ondersteunt de USAF vaak bondgenoten in conflicten waar de Verenigde Staten verder niet bij betrokken is zoals de Franse militaire campagne in Mali in 2013.

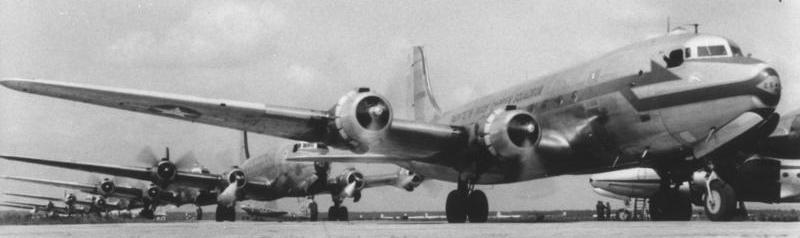
Een rij Douglas C-54 Skymaster transportvliegtuigen tijdens de luchtbrug naar Berlijn in 1949

### Humanitaire operaties
De USAF heeft deelgenomen aan vele humanitaire operaties. Enkele van de meest belangrijke zijn: 
- Blokkade van Berlijn (1948-1949)
- Operatie Safe Haven (1957)
- Operatie Babylift, Operatie New Life, Operatie Frequent Wind en Operatie New Arrivals (1975)
- Operatie Provide Comfort (1991)
- Operatie Sea Angel (1991)
- Operatie Provide Hope (1992-1993)
- Operatie Provide Promise (1992-1996)
- Operatie Unified Assistance (2004-2005)
- Operatie Unified Response (2010)
- Operatie Tomodachi (2011)

## Vliegtuigen in dienst
Per 30 juni 2021 had de USAF 5501 vliegtuigen in dienst, waarvan er 4131 in actieve dienst waren.
| Type Vliegtuig               | Afbeelding | Aantal in actieve dienst | Totaal aantal |
| Bommenwerpers                | Afbeelding | 148                      | 158           |
| ---------------------------- | --- | ------------------------ | ------------- |
| B-1B Lancer                  | 20180512_B-1B_Lancer_Dyess_AFB_Air_Show_2018_13 | 62                       | 62            |
| B-2A Spirit                  | 2nd_Air_Refueling_Squadron_refuels_B-2's_161110-F-GV347-141 | 20                       | 20            |
| B-52H Stratofortress         | A_Boeing_B-52H_Stratofortress_in_flight_over_the_Persian_Gulf_(190521-F-XN348-9173) | 58                       | 76            |
| Aanvals- Gevechtsvliegtuigen | Afbeelding | Aantal in actieve dienst | Totaal        |
| A-10C Thunderbolt II         | A-10_Thunderbolt_9875 | 141                      | 281           |
| F-15C Eagle                  | 20190206_F-15C_Eagles_overhead_Kadena_AB-3 | 88                       | 211           |
| F-15D Eagle                  | USAF_F-15D_Top | 9                        | 23            |
| F-15E Strike Eagle           | F-15E_Strike_Eagle_4th_Fighter_Wing | 218                      | 218           |
| F-16C Fighting Falcon        | USAF_F-16C_Profile | 441                      | 781           |
| F-16D                        | 182d_Fighter_Squadron_-_F-16_Hawaii | 108                      | 155           |
| F-22A Raptor                 | Raptor_F-22_27th | 166                      | 186           |
| F-35 Lightning II            | F-35A_flight_(cropped) | 253                      | 272           |
| Special Operations Forces    | Afbeelding | Aantal in actieve dienst | Totaal        |
| AC-130J Ghostrider           | AC-130H_Spectre_jettisons_flares | 20                       | 20            |
| AC-130U Spooky               | Lockheed_AC-130U_Aviation_Nation_2017 | 7                        | 7             |
| AC-130W Stinger II           | Concrete_foundation_promises_solid_future_121018-F-AX764-149 | 10                       | 10            |
| CV-22 Osprey                 | CV-22_Osprey_in_flight | 50                       | 50            |
| MC-130H Combat Talon II      | MC-130_Combat_Talon_II | 16                       | 16            |
| MC-130J Commando II          | MC-130J_Hercules_(31025540356) | 51                       | 51            |
| ISR, BM & C3                 | Afbeelding | Aantal in Actieve dienst | Totaal        |
| E-3B Sentry (AWACS)          | Boeing_E-3B_Sentry_USAF_AN0996110 | 11                       | 11            |
| E-3C Sentry (AWACS)          | Boeing_E-3C_Sentry_(AWACS)_81-0005_(28654296254) | 1                        | 1             |
| E-3G Sentry (AWACS)          | Usaf.e3sentry.750pix | 23                       | 23            |
| E-4B NAOC                    | E-4_advanced_airborne_command_post_EMP_sim-closeup | 4                        | 4             |
| E-8C JSTARS                  | E-8C_JSTARS_-_RAF_Mildenhall_(5685278010) | 0                        | 16            |
| TE-8A JSTARS (Trainer)       | NAFB_97-0201_USAF_United_States_Air_Force_Boeing-Northrop_Grumman_E-8C_JSTARS_(32797856095) | 0                        | 1             |
| E-9A                         | E-9A_Widget_2004-04-20 | 2                        | 2             |
| E-11A BACN                   | 2010-07-08 BD700 Tyrolean OE-IGS EDDF 03 | 3                        | 3             |
| EC-130H Compass Call         | 43d_Electronic_Combat_Squadron_EC-130H_Compass_Call | 11                       | 11            |
| EC-130J Commando Solo        | EC-130J_Commando_Solo-_193rd | 1                        | 7             |
| MQ-1B Predator               | MQ-1_Predator | 5                        | 5             |
| MQ-9A Reaper                 | | 265                      | 289           |
| NC-135W (Testvliegtuig)      | Geen afbeelding | 1                        | 1             |
| OC-130B Open Skies           | OC-135 Open Skies - RAF Mildenhall - Explored -) (14561765710) | 2                        | 2             |
| RC-26B Condor                | Geen afbeelding | 0                        | 11            |
| RC-135S Cobra Ball           | Boeing_RC-135S_(717-158),_USA_-_Air_Force_AN1318719 | 3                        | 3             |
| RC-135U Combat Sent          | Boeing_RC-135U_(739-445B),_USA_-_Air_Force_AN1057380 | 2                        | 2             |
| RC-135V Rivet Joint          | RC-135 Rivet Joint in flight | 8                        | 8             |
| RC-135W Rivet Joint          | RC-135W_taxiing_for_spot._(8751801829) | 12                       | 12            |
| RQ-4B Global Hawk            | RQ-4_Global_Hawk_3 | 33                       | 33            |
| TC-135W trainer              | Boeing_TC-135S_(717-158),_USA_-_Air_Force_AN0617464 | 3                        | 3             |
| TU-2S Dragon Lady trainer    | Lockheed_TR-1B,_USA_-_Air_Force_AN1173230 | 4                        | 4             |
| U-2S Dragon Lady             | Lockheed_U2-S_-_United_States_Air_Force_(49728246263) | 27                       | 27            |
| WS-130J Hercules             | Operation_Toy_Drop_EUCOM_151207-A-WS742-060 | 2                        | 10            |
| WC-135C Constant Phoenix     | WC-135W_make_T&G_for_R-W05R._(9048170424) | 1                        | 1             |
| WC-135W Constant Phoenix     | WC-135W_make_T&G_for_R-W05R(2nd_time_1)._(9048485556) | 1                        | 1             |
| Tankers                      | Afbeelding | Aantal in actieve dienst | Totaal        |
| HC-130J Combat King II       | A_U.S._Air_Force_HC-130J_Combat_King_II_aircraft_conducts_aerial_refueling_with_two_HH-60G_Pave_Hawk_helicopters_during_exercise_Angel_Thunder_2013_near_Davis-Monthan_Air_Force_Base,_Ariz.,_on_April_11,_2013_130411-F-PD696-245 | 19                       | 32            |
| HC-130N King                 | 211th_Rescue_Squadron_-_Lockheed_HC-130N | 1                        | 1             |
| KC-10A Extender              | KC-10_Extender_(2151957820) | 56                       | 56            |
| KC-46A                       | KC-46_first_refuel_of_Navy_Blue_Angels | 27                       | 45            |
| KC-135R Stratotanker         | KC-135R_refueling_ES-3A | 157                      | 339           |
| KC-135T Stratotanker         | KC-135_Stratotanker_elephant_walk | 30                       | 54            |
| Transport                    | Afbeelding | Aantal in Actieve dienst | Totaal        |
| C-5M Super Galaxy            | Lockheed_C-5_Galaxy_(308134975) | 36                       | 52            |
| C-12C Huron                  | 20190206_C-12J_Kadena_AB-3 | 16                       | 16            |
| C-12D Huron                  | Beech_C-12D_Huron_(A200CT),_USA_-_Army_AN0199488 | 6                        | 6             |
| C-12F Huron                  | 84-0165_Beech_C-12F_HuronRIAT_Fairford_190787_(51890642106) | 3                        | 3             |
| C-12J Huron                  | 20190206_C-12J_Kadena_AB-1 | 4                        | 4             |
| C-17A Globemaster III        | 20190206_C-17_Globemaster_Kadena_AB-6 | 146                      | 222           |
| C-20H                        | Gulfstream_C-20H_USAF_00300 | 1                        | 1             |
| C-21A Learjet                | General_Merrill_McPeak_flying_a_Learjet_C-21A | 19                       | 19            |
| C-32A Air Force Two          | USAF_C-32A_crop | 4                        | 4             |
| C-32B Air Force Two          | Boeing_C-32B,_United_States_-_US_Air_Force_(USAF)_JP6214267 | 0                        | 2             |
| C-37A Gulfstream V           | And-c-37a-89aw | 10                       | 10            |
| C-37B Gulfstream V           | USAF_Gulfstream_V_90402_(25729231337) | 5                        | 5             |
| C-40A                        | Boeing_C-40A_Clipper_of_VR-51_lands_at_Marine_Corps_Air_Station_Kaneohe_Bay_on_26_July_2019_(190726-M-UG171-0003) | 4                        | 4             |
| C-40C Clipper                | Boeing_C-40_Clipper_Wellington_Airport_(24) | 4                        | 7             |
| C-130H Hercules              | Lockheed_C-130H_Hercules_(15702960804) | 2                        | 167           |
| C-130J Super Hercules        | USAF_Lockheed_C-130J_Hercules_(13955399175) | 106                      | 134           |
| LC-130H Hercules             | Lockheed_C-130H_Hercules,_United_States_-_US_Air_Force_(USAF)_JP7415276 | 3                        | 10            |
| VC-25A Air Force One         | The_two_Boeing_VC-25A_Air_Force_One | 2                        | 2             |
| Helikopters                  | Aantal in actieve dienst | Totaal                   |               |
| HH-60G Pave Hawk             | HH-60G_Pave_Hawk_15030 | 65                       | 104           |
| HH-60U Pave Hawk             | HH-60_Pave_Hawk | 3                        | 3             |
| TH-1H Iroquois               | Air_Force_personnel_load_an_Army_UH-1H_Iroquois_helicopter_into_a_436th_Military_Airlift_Wing_C-5A_Galaxy_aircraft_for_transport_to_Ecuador_for_use_in_the_joint_US_and_Ecuadorian_Ex_-_DPLA_-_0e7ac2c1bb6ac4b91aaaf1df7b8412d5    | 63                       | 63            |
| Trainers                     | Afbeelding | Aantal in actieve dienst | Totaal        |
| T-1A Jayhawk                 | T-1A_Jayhawk | 178                      | 178           |
| T-6A Texan II                | T-6_Texan_Take_to_the_Skies_Airfest_2016 | 442                      | 442           |
| T-38A Talon                  | 20141025_T-38_Talon_Alliance_Air_Show_2014-5 | 53                       | 53            |
| T-38B Talon                  | T38-Bank | 6                        | 6             |
| T-36C Talin                  | Geen afbeelding | 443                      | 443           |
| T-41D Mescalero              | USAF_T-41D | 4                        | 4             |
| T-51A Cessna                 | T-51_USAF_Academy | 3                        | 3             |
| T-53 Kadet II                | Geen afbeelding | 24                       | 24            |
| UV-18B Twin Otter            | Wings_of_Blue_UV-18B_Landing | 3                        | 3             |
| Gliders                      | US_Air_Force_Academy_TG-16_glider_landing | 23                       | 23            |